# Animal (álbum de Kesha)
Animal es el álbum de estudio debut de la cantante y compositora estadounidense Kesha. El álbum fue lanzado por primera vez el 1 de enero de 2010 por Sony Music, y fue lanzado en los Estados Unidos el 5 de enero de 2010, por RCA Records. Kesha trabajó en el álbum con una variedad de productores discográficos y compositores como Lukasz "Dr. Luke" Gottwald, Benny Blanco, David Gamson, Greg Kurstin, Max Martin y otros. Kesha llevaba varios años grabando maquetas cuando una acabó en manos de Samantha Cox, directora sénior de relaciones con compositores y editores de BMI. Cox le pasó la maqueta y esta acabó en manos de Gottwald, quien decidió que Kesha interpretara la canción "Right Round" junto al rapero estadounidense Flo Rida. En dos meses, la canción se convirtió en un éxito en varios países del mundo. Este acontecimiento llevó a Kesha a ser solicitada por importantes sellos discográficos, y finalmente firmó un contrato multiálbum con RCA Records.
Musicalmente, "Animal" se inspira en el género electropop, a la vez que incorpora elementos de dance-pop en su producción y ritmos. En cuanto a las letras, la mayoría de las canciones del álbum se basan en las experiencias pasadas de Kesha: amor, desamor, chicos y diversión. El álbum recibió críticas mixtas de la crítica musical. Algunos apreciaron su carácter divertido y desenfadado, mientras que otros lo tacharon de infantil y lo consideraron poco sincero. El álbum alcanzó el éxito en las listas, debutando en el número uno de la lista de álbumes canadienses, el Billboard 200 en Estados Unidos y la lista de álbumes de la IFPI Grecia, además de situarse entre los diez primeros en otros siete países. Desde entonces, «Animal» ha sido certificado 4x Platino por la Asociación de la Industria Discográfica de Estados Unidos (RIAA) por haber vendido más de 4 millones de unidades equivalentes en Estados Unidos.
Se lanzaron cuatro sencillos del álbum. Su primer sencillo, "Tik Tok", se lanzó el 7 de agosto de 2009 y fue un éxito mundial, alcanzando el número uno en once países. Alcanzó el número uno en la lista Billboard Hot 100 en Estados Unidos y se mantuvo en la cima durante nueve semanas consecutivas. La canción vendió 12,8 millones de copias digitales en todo el mundo en 2010, convirtiéndose en el sencillo más vendido del año; 6,8 millones de esas descargas se vendieron solo en Estados Unidos, convirtiéndola en la sexta canción más vendida en la historia digital. El segundo, tercer y cuarto sencillo del álbum "Blah Blah Blah", "Your Love Is My Drug" y "Take It Off") obtuvieron un éxito similar, llegando al top ten en varios países, incluyendo Australia, Canadá y Estados Unidos. El éxito comercial del álbum lo llevó a ser nominado al Premio Juno al Mejor Álbum Internacional en los Premios Juno de 2011.

## Antecedentes
Kesha llevaba varios años grabando maquetas, cuando una de ellas acabó en manos de Samantha Cox, directora sénior de relaciones con compositores y editores de BMI. Cox, que ya había trabajado con Kesha, le pasó las maquetas a un amigo de BMI, quien se las pasó al representante de Lukasz Gottwald, conocido como Dr. Luke. A los dieciocho años, Kesha firmó con el sello discográfico de Dr. Luke, Kemosabe Records, y su editorial, Prescription Songs. Luke estaba ocupado con otros proyectos por aquel entonces, y Kesha acabó firmando con DAS, la agencia de representación de David Sonenberg. Durante su estancia en DAS, trabajó con varios compositores y productores de renombre, pero rara vez trabajaba con Luke o hablaba con él. DAS buscó un contrato discográfico para Kesha a pesar de que aún tenía contrato firmado con Luke. Kara DioGuardi, representante de artistas y repertorio (A&R) de Warner, también estaba interesada en fichar a Kesha, pero el acuerdo nunca se concretó debido al contrato pendiente con Luke. Poco después, Kesha y DAS se separaron y Kesha terminó reuniéndose con Luke.
A finales de 2008, Luke trabajaba en un tema con Flo Rida llamado "Right Round" para su álbum R.O.O.T.S., y ambos decidieron que necesitaban un hook femenino. Luke decidió que Kesha cantara en la canción y, en dos meses, se convirtió en número uno en varios países del mundo. El evento llevó a que Kesha fuera buscada por muchas discográficas importantes, y finalmente firmó un contrato de varios álbumes con RCA Records. Kesha explicó que eligió firmar con la compañía debido a lo bien que se llevaba con la ejecutiva de A&R de RCA Rani Hancock, explicando que "Rani nunca intenta censurarme, [...] y me gusta estar rodeada de personas fuertes e inteligentes mujeres"

## Desarrollo e inspiración
Kesha llevaba siete años trabajando en Animal antes de su lanzamiento y había escrito más de 200 canciones para el álbum. La abundancia de material amplió el álbum de las doce canciones inicialmente planeadas a catorce. Kesha sintió que el álbum tenía un mensaje empoderador y despreocupado para las jóvenes. "Para las chicas, creo que es un disco empoderador, divertido y atrevido", dijo. "Creo que la gente necesita divertirse con todo lo que hace: el maquillaje, la ropa, la música, los shows en vivo; cualquier cosa que no necesites tomar demasiado en serio, no te la tomes demasiado en serio". Cuando se le preguntó cómo se relacionaba el álbum con su vida, Kesha explicó que el álbum era completamente autobiográfico. "Simplemente escribo sobre lo que vivo, literalmente, [...] Creo que hay una gran canción pop en cualquier cosa, en cualquier situación." Ella cita sus canciones "Stephen" y "Dinosaur" como ejemplos de esto. Ella explicó: "Se trata de un chico al que he estado siguiendo desde que tenía 15 años. Escribí la canción a los 16 con mi madre y pensé: Esta canción es genial, lo sé. "Dinosaur" surgió "sobre [cuando] un viejo que me estaba coqueteando, y su peluca se estaba cayendo, y pensé: 'Dios mío, eres tan viejo, eres prehistórico, eres como un dinosaurio. D-I-N-O-S-A-eres un dinosaurio'". Al explicar el motivo por el que la canción principal se coloca al final de la lista de canciones del álbum, Kesha dijo:

"Creo que, musicalmente, [es hacia donde] podría ir el próximo disco. Mi hermano y yo teníamos una banda de punk un poco tonta antes, y me encantaba la música pop y me gustaba la música pegadiza, pero creo que también estoy poseída por ser lo que algunos Los críticos podrían considerarlo música pop absurda. Creo que tengo más cosas que ofrecer, así que creo que "Animal" es una buena transición hacia el próximo disco, ojalá.

## Música y letra
Musicalmente, "Animal" ha sido descrita como electropop y dance-pop, al tiempo que incorpora elementos de electro en su producción y ritmos. La voz de Kesha utiliza Auto-Tune y vocoder para alterar su voz e incluye muestras. David Jeffries de AllMusic señaló que la letra del álbum gira en torno a evitar realidad con una preferencia por una vida "garbage chic", con letras como "Tal vez necesite algo de rehabilitación, o tal vez solo necesite dormir un poco" de la canción de apertura "Your Love Is My Drug". Líricamente, la mayoría de las canciones del álbum se basan en las experiencias de vidas pasadas de Kesha de amor, desamor, chicos y pasar un buen rato. "Your Love Is My Drug" es una canción bailable con un fuerte trasfondo de electrónica. Su voz a lo largo de la canción ha sido descrita como un estilo de canto y habla estridente. Musicalmente, la canción utiliza una letra simple y alegre. En "Tik Tok" Kesha usa un estilo de rap hablado en los versos mientras se canta el estribillo. Según ella, la letra la representa, diciendo: "Se trata de mi vida, soy 100% yo". "Take It Off" ha sido descrita como "una versión con mucho autotune" de "There's a Place in France".
La letra de "Kiss n Tell" cuenta la historia del ex de Kesha, un tipo muy guarro, que anda suelto por la ciudad. La composición de la canción surgió después de que Kesha descubriera que su novio la engañaba con una famosa estrella del pop. "Kiss n Tell" es una canción dance-pop que presenta elementos clásicos del pop de fiesta, prominentes en Animal. Según la partitura publicada en Musicnotes.com por Sony/ATV Music Publishing, "Kiss n Tell" está escrita en compás de compás común, con una frecuencia moderada de 144 pulsaciones por minuto. La canción está escrita en la tonalidad de mi Mayor y el rango vocal de Kesha abarca desde la nota Sol sostenido 3 hasta la nota Si 4. "Stephen" comienza con armonías vocales al estilo de Kansas mientras Kesha canta sobre un amante inalcanzable que describe su historia. "Blah Blah Blah" combina un uso intensivo de Auto-Tune con cajas de ritmos, a la vez que incorpora toques de R&B. Líricamente, "Blah Blah Blah" (con 3OH!3) representa a una mujer que prefiere tener sexo a escuchar a un hombre hablar. "Dinosaur" tiene un acompañamiento con sintetizadores y silbatos, mientras que la letra describe la historia de hombres mayores que coquetean con chicas más jóvenes. "Party at a Rich Dude's House" recuerda a la música de los 80 que, según Jeffries, podría haber aparecido en la banda sonora de la película de 1982 Fast Times at Ridgemont High. "Dancing with Tears in My Eyes" es una balada pop-rock animada; una de las pocas canciones que incorpora guitarras en la parte instrumental, ya que Kesha intentó excluir el estilo del álbum. "Boots & Boys" es una canción "lujuriosa" que recuerda a "Suicide Blonde" de INXS, pero desde una perspectiva femenina.

## Recepción y crítica
Animal recibió en general críticas mixtas de los críticos musicales tras su lanzamiento. El álbum tiene una puntuación de 54 sobre 100 basada en 18 reseñas críticas, según el agregador de reseñas musicales Metacritic. Ann Powers de Los Angeles Times afirmó que Kesha "ofrecía un personaje muy completo que se podía abrazar o despreciar", comparando su personaje con "las rubias clásicas" como Jean Harlow y Mae West, al tiempo que la elogiaba a ella y a Dr. Luke por "renovar su estilo". Luke por "remodelar el papel de heroína desquiciada para adaptarlo a una nueva era de agresiva superficialidad y libertino autoempoderamiento". Su conclusión sobre Kesha y el álbum fue que "[su] compromiso total con el guión deliberadamente estúpido de Animal hace que [el álbum] funcione"." Ailbhe Malone de NME le dio a Animal una crítica mixta pero concluyó que "[b]eneath the patina of skeezy Freshers'-Week-LOLZ lyrics (got a water-bottle full of whiskey in my handbag)" parece que "there lies a talent. " Andrew Burgess, de musicOMH, quedó impresionado con Kesha, y la definió como "una cantante de gominolas autoafinada" que bien podría ser "un genio del pop, un Jonathan Swift de mala muerte". Describió el álbum como "un disco de dance-pop contagiosamente bueno". Daniel Brockman de The Phoenix opinó que el álbum era "una clara subversión de las normas del pop" con "ganchos sin esfuerzo".
Monica Herrera, de Billboard, comentó que el uso predominante de Auto-Tune en la voz de Kesha hacía difícil saber si realmente cantaba, y citó la canción "Take It Off" como ejemplo de "lo fácil que es perder la individualidad en un mar de Auto-Tune". Por otro lado, Herrera quedó impresionada con los "estribillos que se quedan con el oyente durante días"  David Jeffries de AllMusic no quedó impresionado con las baladas del álbum, calificándolas de "completamente insatisfactorias". Sin embargo, señaló "que con tantas pistas divertidas, tipo Tik Tok, el álbum tiene mucho tanto para los mocosos como para los mocosos de corazón." James Reed de The Boston Globe creía que la "personalidad de Kesha está completamente ausente de [las canciones]", lo que hace que suene "insípida y sin rostro. " Jonathan Keefe de Slant Magazine fue extremadamente crítico con el álbum y con Kesha, diciendo que sus intentos de cantar y rapear eran "lamentables", describiéndola como "insincera" y "sin alma". Dave Simpson de The Guardian también cuestionó la honestidad de sus letras y la comparó desfavorablemente con Lady Gaga, Katy Perry y Britney Spears.

## Lanzamiento y promoción

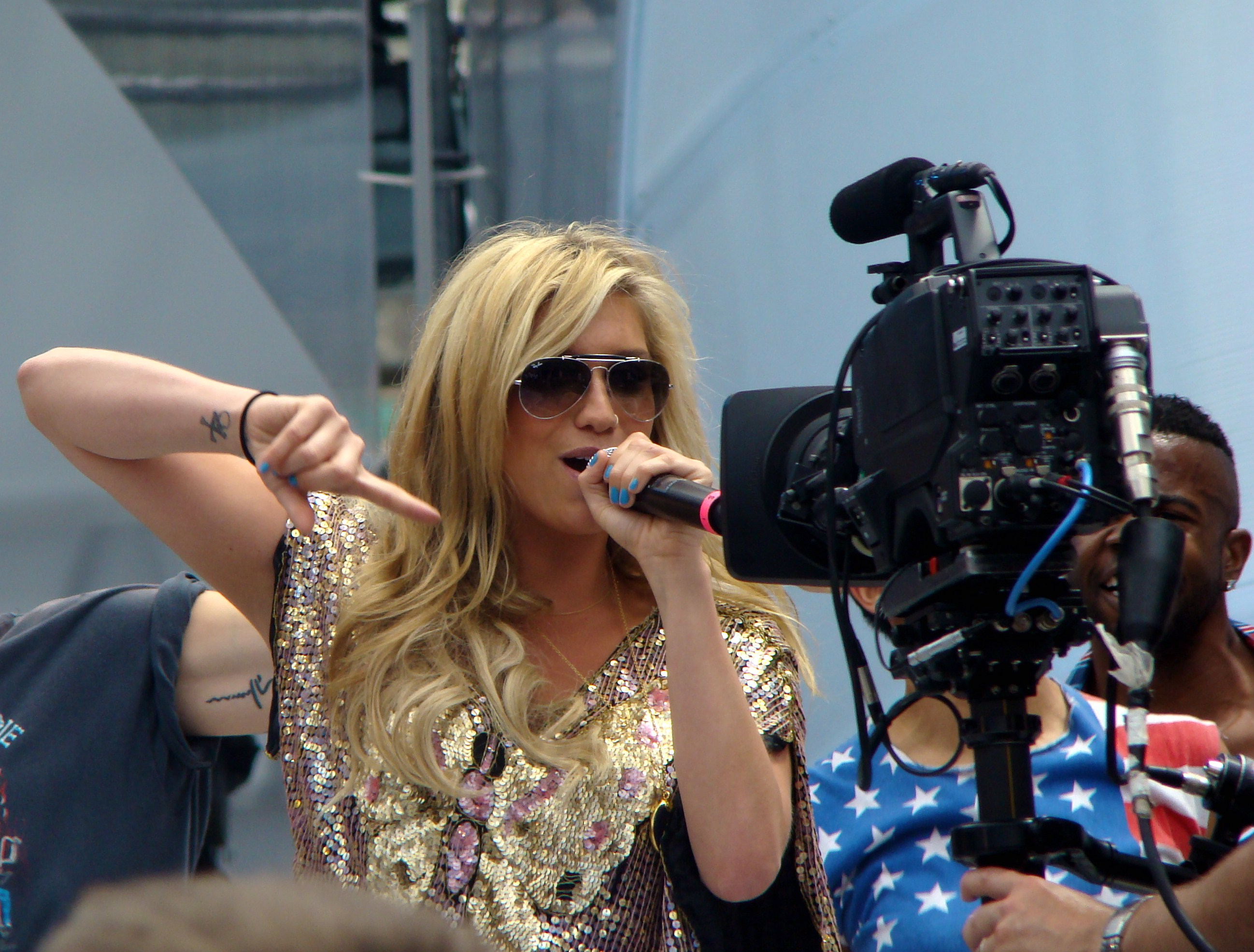
Kesha en la prueba de sonido de los MuchMusic Video Awards el 20 de junio de 2010.

RCA notó la gran cantidad de seguidores de Kesha en redes sociales al negociar su contrato, por lo que recurrió al marketing viral para generar seguidores para su sencillo debut, "Tik Tok", ofreciéndolo gratis un mes antes de lanzarlo en descarga digital. "Tik Tok" se lanzó en descarga digital en agosto de 2009 y alcanzó el número uno en iTunes en Nueva Zelanda sin difusión en radio. Las estaciones de radio pronto comenzaron a expresar interés en la canción, pero el presidente/CEO de RCA/Jive Label Group Barry Weiss decidió retrasar su envío a la radio por un mes, a octubre, para dejar que la canción siguiera construyendo apoyo viral digitalmente y buen boca a boca. Si bien la difusión de "Tik Tok" no fue estelar desde el principio, pronto ganó suficiente impulso como para darle a RCA el visto bueno para lanzar Animal en enero de 2010. Los ejecutivos financieros habían presionado para un lanzamiento navideño para capitalizar las fuertes ventas habituales durante ese período de tiempo, pero Weiss pensó que el álbum se perdería en la confusión entre los muchos otros lanzamientos lanzados en ese momento. «Animal» se lanzó en Dinamarca, Italia y Filipinas el 1 de enero de 2010, coincidiendo con el Año Nuevo. Se lanzó en Norteamérica y España cuatro días después.
Para promocionar el álbum, Kesha realizó varias presentaciones por todo el mundo. Su primera actuación fue en «MTV Push», un programa emitido por MTV Networks a nivel mundial. Hizo varias apariciones en televisión por toda Norteamérica para promocionar el álbum: It's on with Alexa Chung, The Wendy Williams Show, Lopez Tonight, Late Night with Jimmy Fallon, The Tonight Show with Conan O'Brien y The Ellen DeGeneres Show. "Blah Blah Blah" se presentó el 18 de enero de 2010 en MuchOnDemand.
Mientras estaba en el Reino Unido, Kesha hizo dos apariciones en televisión para promocionar el álbum y "Blah Blah Blah". El primero fue el 18 de febrero de 2010, en Alan Carr: Chatty Man. Le siguió una actuación en el programa de televisión matutino GMTV, el 19 de febrero. La canción también se interpretó en vivo en la temporada 9 de American Idol el 17 de marzo de 2010.
Llevaba su característico maquillaje de ojos intenso y rebotaba por todo el escenario mientras sus bailarines estaban vestidos como televisores humanos que mostraban imágenes intermitentes de la bandera estadounidense, búhos y calaveras. La actuación estuvo acompañada por 3OH!3.
Kesha interpretó "Your Love Is My Drug" y "Tik Tok" en un episodio de la temporada 35 de Saturday Night Live presentado por Ryan Phillippe el 17 de abril de 2010. El 29 de mayo de 2010, Kesha interpretó "Your Love Is My Drug" junto con su sencillo anterior "Tik Tok" en los MTV Video Music Awards Japan. Interpretó un concierto para el Gran Fin de Semana de Radio 1 de la BBC. El 13 de agosto de 2010, Kesha interpretó Take It Off junto con los sencillos anteriores «Your Love Is My Drug» y «Tik Tok» en el programa «Today» de NBC.  En la actuación, se la vio con botas, medias de rejilla, shorts brillantes y una camiseta holgada sin mangas. Para la segunda estrofa, sus bailarines, vestidos de negro de pies a cabeza, comenzaron a desvestirse al ritmo de la música mientras el coro revelaba camisetas y camisetas doradas. La actuación incluyó máquinas de humo y Kesha tocaba notas en un teclado eléctrico mientras gateaba por el suelo. Su interpretación de "Backstabber" para el evento del Bud Light Hotel Super Bowl el 5 de febrero de 2011, fue transmitida el 9 de febrero en Jimmy Kimmel Live!

## Sencillos
"Tik Tok" se lanzó comercialmente a nivel mundial como el primer sencillo del álbum el 7 de agosto de 2009, mediante distribución digital. Tras su lanzamiento, el sencillo recibió críticas que oscilaron entre mixtas y generalmente positivas. Los críticos elogiaron la letra y su estilo festivo. La producción de la canción fue generalmente bien recibida, aunque algunos críticos la criticaron por sonar irritante y ser demasiado similar a otras canciones interpretadas por artistas como Lady Gaga y Uffie.
La canción alcanzó el éxito comercial al encabezar las listas en once países, además de llegar al top 10 en muchos otros países. Alcanzó el número uno en el Billboard Hot 100 y se mantuvo en la cima durante nueve semanas consecutivas. "Tik Tok" había vendido más de 6 millones de descargas solo en Estados Unidos y 15 millones en todo el mundo, convirtiéndola en la segunda canción más vendida en la historia digital. La canción alcanzó el éxito comercial al encabezar las listas en once países, además de llegar al top 10 en muchos otros países. Alcanzó el número uno en el Billboard Hot 100 y se mantuvo en la cima durante nueve semanas consecutivas. "Tik Tok" había vendido más de 6 millones de descargas solo en Estados Unidos y 15 millones en todo el mundo, convirtiéndola en la segunda canción más vendida en la historia digital. La canción vendió 12,8 millones de copias digitales en todo el mundo en 2010, lo que la convirtió en el sencillo más vendido del año, superando a la canción del año anterior por más de tres millones de descargas. La canción vendió 12,8 millones de copias digitales en todo el mundo en 2010, lo que la convirtió en el sencillo más vendido del año, superando a la canción del año anterior por más de tres millones de descargas.
"Blah Blah Blah" se lanzó como el segundo sencillo del álbum el 2 de febrero de 2010. Ya había entrado en las listas de éxitos antes de su lanzamiento en la semana de debut del álbum en Estados Unidos debido a las fuertes ventas en descargas digitales. a la par de "Tik Tok", lo que influyó en la decisión de RCA de lanzarla como su próximo sencillo. La canción también debutó y alcanzó su punto máximo en el top 10 en otros tres países en circunstancias similares, superando solo su máximo en Australia. El sencillo recibió reacciones mixtas por parte de los críticos musicales: algunos elogiaron la letra sin complejos de Kesha combinada con un gancho funcional autotuneado, mientras que otros lo calificaron de basura. Aunque las reseñas fueron mayoritariamente positivas, una queja común entre los críticos fue la aparición de 3OH!3.
"Your Love Is My Drug" fue lanzado como el tercer sencillo del álbum. La canción recibió críticas generalmente positivas de los críticos musicales. Los críticos elogiaron la canción por su fuerte gancho, pero tuvieron reacciones encontradas sobre el estribillo. Kesha fue elogiada por su dominio de un "fuerte coro pop", mientras que otros críticos la calificaron de predecible y aburrida. Alcanzó el top 10 en Estados Unidos, el Canadian Hot 100 y Australia, alcanzando los puestos cuatro, seis y tres, lo que le dio su tercer éxito consecutivo en el top 10 en todas las regiones. El sencillo alcanzó el top 10 en cinco países.
"Take It Off" se lanzó el 13 de julio de 2010 como el cuarto y último sencillo del álbum. Tras su lanzamiento, el sencillo generó críticas mixtas. Una queja común entre los críticos fue la demostración de voces sobreprocesadas con el uso de autotune. Otros críticos elogiaron la canción por su despreocupada sensación de baile y su pegadiza. Gracias a las fuertes ventas digitales tras el lanzamiento de "Animal", la canción se posicionó en las listas de éxitos de Estados Unidos, la Lista de sencillos del Reino Unido y Canadá antes de ser anunciada como sencillo. Tras su lanzamiento, la canción alcanzó el top 10 en Canadá, Australia y Estados Unidos. También ha alcanzado el top veinte en Irlanda, Reino Unido y Nueva Zelanda.

## Recepción  comercial

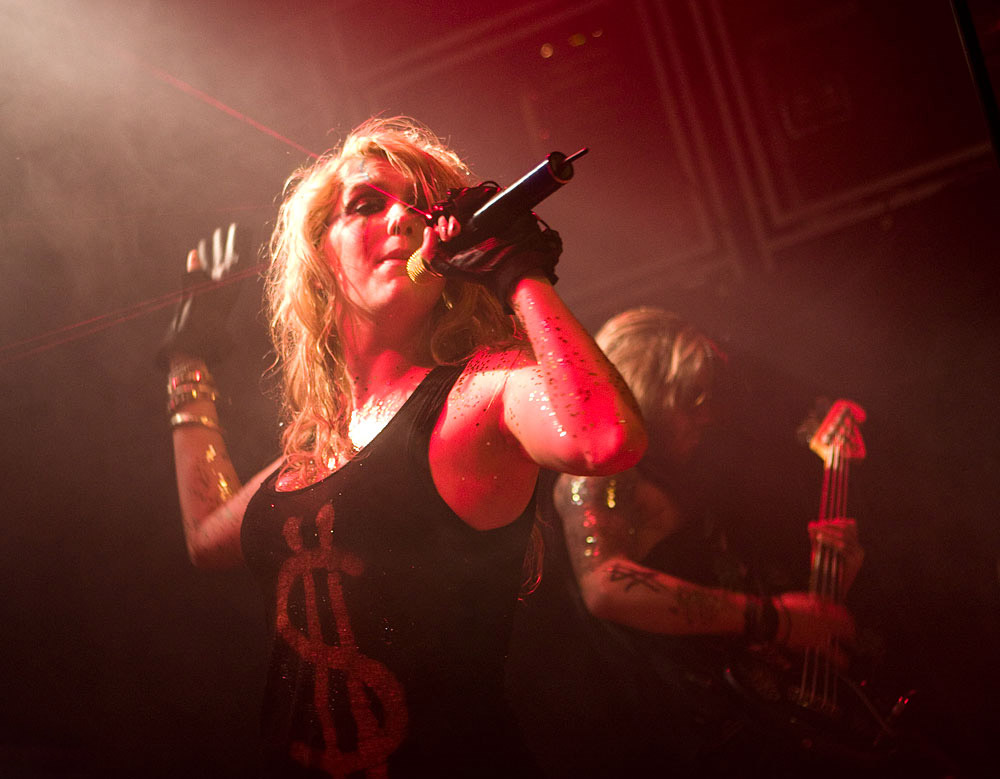
Kesha en el Studio Juste Pour Rire el 24 de enero de 2010.

En Estados Unidos, «Animal» debutó en el número uno del Billboard 200 la semana del 23 de enero de 2010, con 152.000 copias vendidas (un récord de ventas digitales para un álbum número uno, con un 76%). Con "Tik Tok" ocupando el primer puesto en el Billboard Hot 100 al mismo tiempo, Kesha se convirtió en la primera artista en lograr esta hazaña desde 2008 cuando "Spirit" y "Bleeding Love" de Leona Lewis ocupó simultáneamente las primeras posiciones.  A finales de 2010, el álbum alcanzó el puesto número 20 en las listas de éxitos de fin de año de Billboard. Animal se convirtió en el décimo álbum más vendido en Estados Unidos en 2010, con 1,14 millones de copias vendidas ese año. Para 2016, el álbum había vendido 1,47 millones de copias puras solo en el país. En 2024, el álbum recibió una certificación 4x Platino de la Asociación de la Industria Discográfica de Estados Unidos (RIAA) por ventas equivalentes a 4 millones de unidades.
En Canadá, el álbum debutó en el número uno en la Lista de álbumes canadienses con ventas de 16.000 copias, y luego se convirtió en el álbum digital más vendido del país. En la lista canadiense de álbumes de fin de año, el álbum alcanzó el puesto número 12. En mayo de 2011, el álbum fue certificado doble platino por la Canadian Recording Industry Association (CRIA) por el envío de 160.000 unidades. El álbum fue lanzado un mes después en el Reino Unido y debutó en el número ocho en la UK Albums Chart con ventas de 18.723 copias en la primera semana.
En Australia, el álbum debutó en el número cuatro, donde permaneció consecutivamente durante dos semanas antes de caer a la posición número cinco. En la lista de fin de año de ARIA Charts, el álbum alcanzó el puesto número 11. Desde entonces, el álbum ha sido certificado doble platino por la Australian Recording Industry Association (ARIA) por la venta de 140.000 copias. Animal se lanzó el 11 de enero de 2010 en Nueva Zelanda y debutó en su posición máxima, el número seis, en la lista de RMNZ. El álbum también apareció en el top de Nueva Zelanda de 2010. Lista de 50 álbumes de fin de año, alcanzando el puesto número 30. Desde entonces, ha sido certificado doble platino por la Asociación de la Industria Discográfica de Nueva Zelanda (RMNZ) por ventas de 30.000 unidades.
Según la IFPI (Federación Internacional de la Industria Fonográfica), «Animal» fue el decimoséptimo álbum más vendido a nivel mundial en 2010.

## Lista de canciones
| Animal track listing |                                 |                            |          |  |
| N.º                  | Título                          | Producer(s)                | Duración |  |
| 1.                   | «Your Love Is My Drug»          | Dr. Luke Benny Blanco Ammo | 3:06     |  |
| 2.                   | «Tik Tok»                       | Dr. Luke Blanco            | 3:19     |  |
| 3.                   | «Take It Off»                   | Dr. Luke                   | 3:35     |  |
| 4.                   | «Kiss N Tell»                   | Dr. Luke Max Martin        | 3:27     |  |
| 5.                   | «Stephen»                       | Gamson Leiber              | 3:32     |  |
| 6.                   | «Blah Blah Blah» (con 3OH!3)    | Blanco                     | 2:52     |  |
| 7.                   | «Hungover»                      | Dr. Luke Martin Ammo       | 3:52     |  |
| 8.                   | «Party at a Rich Dude's House»  | Shellback Blanco           | 2:55     |  |
| 9.                   | «Backstabber»                   | Gamson                     | 3:06     |  |
| 10.                  | «Blind»                         | Dr. Luke Blanco Ammo       | 3:17     |  |
| 11.                  | «Dinosaur»                      | Martin Shellback           | 2:55     |  |
| 12.                  | «Dancing with Tears in My Eyes» | Dr. Luke Blanco            | 3:29     |  |
| 13.                  | «Boots & Boys»                  | Neville                    | 2:56     |  |
| 14.                  | «Animal»                        | Kurstin                    | 3:57     |  |
| 46:18                |                                 |                            |          |  |

| International edition bonus track |        |                           |          |  |
| N.º                               | Título | Producer(s)               | Duración |  |
| 15.                               | «VIP»  | Neville O. Nervo M. Nervo | 3:31     |  |
| 49:49                             |        |                           |          |  |

| UK edition bonus track |                                       |                                     |          |  |
| N.º                    | Título                                | Producer(s)                         | Duración |  |
| 16.                    | «Dirty Picture Pt. 2» (con Taio Cruz) | Fraser T Smith Cruz Dr. Luke Blanco | 3:39     |  |
| 53:28                  |                                       |                                     |          |  |

| Australian deluxe edition DVD |                                                 |          |  |
| N.º                           | Título                                          | Duración |  |
| 1.                            | «Dinosaur» (live in London)                     |          |  |
| 2.                            | «Blah Blah Blah» (live in London)               |          |  |
| 3.                            | «Party at a Rich Dude's House» (live in London) |          |  |
| 4.                            | «Tik Tok» (live in London)                      |          |  |
| 5.                            | «Blah Blah Blah» (music video; con 3OH!3)       |          |  |
| 6.                            | «Tik Tok» (music video)                         |          |  |
| 7.                            | «Your Love Is My Drug» (music video)            |          |  |
| 8.                            | «Manchester» (Webisode–Kesha on the Road)       |          |  |

| Japanese limited edition DVD |                                                         |          |  |
| N.º                          | Título                                                  | Duración |  |
| 7.                           | «Manchester» (Webisode–Kesha on the Road)               |          |  |
| 8.                           | «The Showcase» (Webisode–Kesha on the Road)             |          |  |
| 9.                           | «London» (Webisode–Kesha on the Road)                   |          |  |
| 10.                          | «Amsterdam» (Webisode–Kesha on the Road)                |          |  |
| 11.                          | «G.A.Y» (Webisode–Kesha on the Road)                    |          |  |
| 12.                          | «Behind the Scenes at TVC» (Webisode–Kesha on the Road) |          |  |

### Animal + Cannibal
Originalmente planeado como un relanzamiento de Animal, Cannibal se lanzó como parte de una reedición de Animal y también como un EP independiente. El EP ha sido clasificado como un álbum de nueve canciones que acompaña a "Animal". "Cannibal" originalmente iba a contener entre cuatro y ocho temas, pero el resultado consistió en ocho temas y una canción previamente escuchada remezclada, para un total de nueve temas.
| Disc one: Animal |                                 |                      |          |  |
| N.º              | Título                          | Producer(s)          | Duración |  |
| 1.               | «Your Love Is My Drug»          | Dr. Luke Blanco Ammo | 3:06     |  |
| 2.               | «Tik Tok»                       | Dr. Luke Blanco      | 3:19     |  |
| 3.               | «Take It Off»                   | Dr. Luke             | 3:35     |  |
| 4.               | «Kiss n Tell»                   | Dr. Luke Martin      | 3:27     |  |
| 5.               | «Stephen»                       | Gamson Leiber        | 3:32     |  |
| 6.               | «Blah Blah Blah» (con 3OH!3)    | Blanco               | 2:52     |  |
| 7.               | «Hungover»                      | Dr. Luke Martin Ammo | 3:52     |  |
| 8.               | «Party at a Rich Dude's House»  | Shellback Blanco     | 2:55     |  |
| 9.               | «Backstabber»                   | Gamson               | 3:06     |  |
| 10.              | «Blind»                         | Dr. Luke Blanco Ammo | 3:17     |  |
| 11.              | «Dinosaur»                      | Martin Shellback     | 2:55     |  |
| 12.              | «Dancing with Tears in My Eyes» | Dr. Luke Blanco      | 3:29     |  |
| 13.              | «Boots & Boys»                  | Neville              | 2:56     |  |
| 14.              | «Animal»                        | Kurstin              | 3:57     |  |
| 46:18            |                                 |                      |          |  |

| UK edition |                                       |                                     |          |  |
| N.º        | Título                                | Producer(s)                         | Duración |  |
| 15.        | «VIP»                                 | Neville O. Nervo M. Nervo           | 3:31     |  |
| 16.        | «Dirty Picture Pt. 2» (con Taio Cruz) | Fraser T Smith Cruz Dr. Luke Blanco | 3:39     |  |
| 53:28      |                                       |                                     |          |  |

| Japanese edition |                                   |                            |          |  |
| N.º              | Título                            | Producer(s)                | Duración |  |
| 16.              | «Tik Tok» (Wolfadelic club mix)   | Dr. Luke Blanco The Wolf   | 6:16     |  |
| 17.              | «Tik Tok» (Fred Falke club remix) | Dr. Luke Blanco Fred Falke | 6:42     |  |
| 62:47            |                                   |                            |          |  |

| Disc two: Cannibal |                                                   |                                   |          |  |
| N.º                | Título                                            | Producer(s)                       | Duración |  |
| 1.                 | «Cannibal»                                        | Ammo Billboard                    | 3:14     |  |
| 2.                 | «We R Who We R»                                   | Dr. Luke Blanco Ammo              | 3:24     |  |
| 3.                 | «Sleazy»                                          | Dr. Luke Bangladesh Blanco        | 3:25     |  |
| 4.                 | «Blow»                                            | Dr. Luke Martin Blanco Kool Kojak | 3:40     |  |
| 5.                 | «The Harold Song»                                 | Ammo                              | 3:58     |  |
| 6.                 | «Crazy Beautiful Life»                            | Dr. Luke                          | 2:50     |  |
| 7.                 | «Grow a Pear»                                     | Dr. Luke Martin Blanco            | 3:28     |  |
| 8.                 | «C U Next Tuesday»                                | Gamson                            | 3:45     |  |
| 9.                 | «Animal» (Billboard remix)                        | Kurstin Billboard                 | 4:15     |  |
| 10.                | «Stephen» (music video)                           |                                   | 3:32     |  |
| 11.                | «Animal» (music video)                            |                                   | 3:57     |  |
| 12.                | «Take It Off» (K$ N' Friends version music video) |                                   | 3:35     |  |
| 43:03              |                                                   |                                   |          |  |

| UK edition |                                                   |                            |          |  |
| N.º        | Título                                            | Producer(s)                | Duración |  |
| 10.        | «The Sleazy Remix» (con André 3000)               | Dr. Luke Bangladesh Blanco | 3:49     |  |
| 11.        | «Stephen» (music video)                           |                            | 3:32     |  |
| 12.        | «Animal» (music video)                            |                            | 3:57     |  |
| 13.        | «Take It Off» (K$ N' Friends version music video) |                            | 3:35     |  |
| 46:52      |                                                   |                            |          |  |

| Japanese edition |                                                   |                      |          |  |
| N.º              | Título                                            | Producer(s)          | Duración |  |
| 10.              | «Your Love Is My Drug» (Bimbo Jones radio)        | Dr. Luke Blanco Ammo | 3:07     |  |
| 11.              | «Take It Off» (Billboard radio mix)               | Dr. Luke             | 3:38     |  |
| 12.              | «Animal» (Dave Audé remix)                        | Kurstin Billboard    | 4:36     |  |
| 13.              | «Stephen» (music video)                           |                      | 3:32     |  |
| 14.              | «Animal» (music video)                            |                      | 3:57     |  |
| 15.              | «Take It Off» (K$ N' Friends version music video) |                      | 3:35     |  |
| 54:24            |                                                   |                      |          |  |

## Personal
Créditos adaptados de las notas del álbum «Animal».
- Matt Beckley – Ingeniero de grabación (pista 1)
- Benny Blanco – Batería (pistas 1-2, 6, 10, 12), teclados (1–2, 6, 10, 12), programación musical (1–2, 6, 8, 10, 12), producción (1–2, 6, 8, 10, 12), ingeniería de grabación (2, 6, 8), instrumentación (8)
- Anita Marisa Boriboon – dirección artística, diseño
- Graham Bryce – coros (pista 3)
- Joshua "Ammo" Coleman – batería (1, 7, 10), teclados (1, 7, 10), programación musical (1, 7, 10), producción (1, 7, 10)
- Emily De Groot – estilista
- Megan Dennis – coordinación de producción (pistas 1, 3, 10, 12)
- Shelby Duncan – fotografía
- Eric Eylands – ingeniero asistente de grabación (pista 4)
- Sarai Fiszel – maquillaje
- Sean Foreman – voces adicionales (pista 6)
- David Gamson – programación musical, productor, ingeniero de grabación, instrumentos adicionales (pistas 5, 9)
- Chris Gehringer – masterización
- Serban Ghenea – mezcla de audio (todas las pistas)
- Erwin Gorostiza – director creativo
- Aniela Gottwald – coros (pista 3), ingeniero asistente de grabación (4)
- Lukasz "Doctor Luke" Gottwald– Compositor (pistas 2–4, 7, 10, 12), Guitarra (7), Batería (1–4, 7, 10, 12), Teclados (1–4, 7, 10, 12), Programación musical (1–4, 7, 10, 12), Productor (1–4, 7, 10, 12), Ingeniero (10), Productor ejecutivo, Edición vocal, Coros (3)
- Tatiana Gottwald– Coros (pista 3), Asistente de edición vocal (2)
- Rani Hancock– Artistas y repertorio
- John Hanes– Ingeniero
- Sam Holland– Ingeniero de grabación (pistas 2–4, 12)
- Jim Hynes– Trompeta (pista 9)
- Claude Kelly– coros (3)
- Greg Kurstin– teclados, programación musical, productor, ingeniero de grabación (pista 14)
- Oliver Leiber– productor, ingeniero de grabación (pista 5)
- Max Martin– teclados (11), productor (4, 7, 11), ingeniero de grabación (11)
- Ramsell Martinez– estilista
- Marc Nelkin– compositor (pista 9)
- Miriam Nervo– coros, productora vocal (pista 13)
- Olivia Nervo– coros, productora vocal (pista 13)
- Tom Neville– arreglista instrumental, productor musical, ingeniero de grabación, instrumentación (pista 13)
- Chris "Tek" O'Ryan– Ingeniero de sonido
- The Pickleheadz– Coros (pista 3)
- Tim Roberts– Asistente de mezcla
- Becky Scott– Coordinación de producción (pistas 1, 3, 10, 12)
- Kesha Sebert– Voz (pistas 1-2, 4-5, 7-12, 14, voz principal – 3, 6, 13), acordeón (pista 5), cencerro (11), silbato (11)
- Shellback– Programación musical (8), Productor (8, 11), Ingeniero de grabación (8, 11), Instrumentación (8), Silbato (11)
- Vanessa Silberman– Asistente de producción musical (pista 2), Producción Coordinación (1, 3, 10, 12)
- Gary "G" Silver: coordinación de producción (pista 2)
- Andrew Snitzer: saxofón (pista 9)
- Yasmin Than: estilista
- Seth Waldmann: ingeniero de grabación (pista 4)
- Emily Wright: ingeniera de grabación (pistas 1-4, 8, 10, 12, adicional 13), edición vocal (1-3, 7, 10, 12)

## Charts

### Weekly charts
| Chart (2010)                        | Peak position |
| ----------------------------------- | ------------- |
| Australia (ARIA)                    | 4             |
| Austria (Ö3 Austria)                | 4             |
| Bélgica (Ultratop Flandes)          | 32            |
| Bélgica (Ultratop Valonia)          | 22            |
| Brasil (ABPD)                       | 16            |
| Canadá (Billboard Canadian Albums)  | 1             |
| Países Bajos (Album Top 100)        | 52            |
| Finlandia (Suomen virallinen lista) | 43            |
| Francia (SNEP)                      | 11            |
| Alemania (Offizielle Top 100)       | 7             |
| Grecia (IFPI)                       | 1             |
| Hungría (MAHASZ)                    | 38            |
| Irlanda (IRMA)                      | 8             |
| Italia (FIMI)                       | 22            |
| Japón (Oricon)                      | 3             |
| Nueva Zelanda (RMNZ)                | 6             |
| Noruega (VG‑lista)                  | 36            |
| Polonia (ZPAV)                      | 7             |
| España (Promusicae)                 | 62            |
| Suiza (Schweizer Hitparade)         | 3             |
| Reino Unido (UK Albums Chart)       | 8             |
| Estados Unidos (Billboard 200)      | 1             |

### Year-end charts
| Chart (2010)                       | Position |
| ---------------------------------- | -------- |
| Australia (ARIA)                   | 11       |
| Austria (Ö3 Austria)               | 44       |
| Canadá Canadian Albums (Billboard) | 12       |
| Francia (SNEP)                     | 88       |
| Alemania (Offizielle Top 100)      | 91       |
| Nueva Zelanda (RMNZ)               | 30       |
| Suiza (Swiss Hitparade)            | 31       |
| Reino Unido (OCC)                  | 84       |
| Estados Unidos US Billboard 200    | 20       |

| Chart (2011)                    | Position |
| ------------------------------- | -------- |
| Australia (ARIA)                | 55       |
| Estados Unidos US Billboard 200 | 95       |

### Decade-end charts
| Chart (2010–2019)               | Position |
| ------------------------------- | -------- |
| Australia (ARIA)                | 64       |
| Estados Unidos US Billboard 200 | 115      |

### Animal + Cannibal

#### Weekly charts
| Chart (2010–2011)                                       | Peak position |
| ------------------------------------------------------- | ------------- |
| Austria (Austrian Albums Chart)                         | 67            |
| Grecia (Greek Albums Chart)                             | 35            |
| Nueva Zelanda (New Zealand Albums Chart)                | 22            |
| Corea del Sur (South Korean Albums Chart)               | 64            |
| Corea del Sur (South Korean International Albums Chart) | 66            |
| Reino Unido (UK Albums Chart)                           | 22            |

#### Year-End Charts
| Chart (2010)          | Peak position |
| --------------------- | ------------- |
| Nueva Zelanda (RIANZ) | 30            |

## Certificaciones
| País           | Certificación |
| -------------- | ------------- |
| Canadá         | 2X Platino    |
| Australia      | 2X Platino    |
| Nueva Zelanda  | Oro           |
| Estados Unidos | Platino       |
| Japón          | Oro           |

## Historial de Lanzamiento

### Animal
| Región         | Fecha                 | Discogfráfica | Ref.    |
| -------------- | --------------------- | ------------- | ------- |
| Dinamarca      | 1 de enero de 2010    | Sony          | [ 122 ] |
| Italia         | 1 de enero de 2010    | Sony          | [ 123 ] |
| Filipinas      | 1 de enero de 2010    | Sony          | [ 124 ] |
| Corea del Sur  | 4 de enero de 2010    | Sony          | [ 125 ] |
| Canadá         | 5 de enero de 2010    | Sony          | [ 126 ] |
| España         | 5 de enero de 2010    | Sony          | [ 127 ] |
| Estados Unidos | 5 de enero de 2010    | RCA           | [ 128 ] |
| Australia      | 8 de enero de 2010    | Sony          | [ 129 ] |
| Nueva Zelanda  | 11 de enero de 2010   | Sony          | [ 130 ] |
| Francia        | 25 de enero de 2010   | Sony          | [ 131 ] |
| Brasil         | 28 de enero de 2010   | Sony          | [ 132 ] |
| Reino Unido    | 1 de febrero de 2010  | Columbia      | [ 133 ] |
| Argentina      | 23 de febrero de 2010 | Sony          | [ 134 ] |
| Japón          | 12 de mayo de 2010    | Sony Japan    | [ 135 ] |
| Australia      | 16 de julio de 2010   | Sony          | [ 136 ] |

### Animal + Cannibal
| Región         | Fecha                   | Discográfica | Ref.    |
| -------------- | ----------------------- | ------------ | ------- |
| Australia      | 19 de noviembre de 2010 | Sony         | [ 137 ] |
| Canadá         | 22 de noviembre de 2010 | Sony         | [ 138 ] |
| Nueva Zelanda  | 22 de noviembre de 2010 | Sony         | [ 139 ] |
| Filipinas      | 22 de noviembre de 2010 | Sony         | [ 140 ] |
| Corea del Sur  | 22 de noviembre de 2010 | Sony         | [ 141 ] |
| Estados Unidos | 22 de noviembre de 2010 | RCA          | [ 142 ] |
| Japón          | 8 de diciembre de 2010  | Sony Japan   | [ 143 ] |
| Brasil         | 20 de diciembre de 2010 | Sony         | [ 144 ] |
| Reino Unido    | 31 de enero de 2011     | Columbia     | [ 145 ] |